# SGT-88
SGT-88，或称为THQ-PINACA，分子式C
22H
25N
3O，属于吲唑-3-甲酰胺类SGT系列大麻素，2021年首次在斯洛文尼亚被发现。